# AMD CrossFire
Crossfire era el nombre dado al sistema de Multi GPU de ATI/AMD que fue diseñado como contrapartida al SLI de nVidia y anteriormente 3dfx. Este sistema permite, utilizando una placa certificada Crossfire, acoplar hasta cuatro tarjetas gráficas que soporten dicha tecnología en ranuras PCIe x16. El ancho de banda total que recibe cada tarjeta dependerá de la configuración de líneas de transmisión PCIe que tenga el puente norte incluido en la placa base.